# After Fader Listening
After Fader Listening (AFL) findet man in der Tontechnik bei Recordinggeräten und Mischpulten. Es handelt sich um eine Funktion zur Überprüfung des Audiosignals, das nach dem Überblenden verschiedener Kanäle bzw. nach dem Regeln der Lautstärke ausgegeben wird. Hierfür wird das Signal auf den Monitor- bzw. Kopfhörer-Ausgang des Geräts ausgegeben.

## Funktionsweise
In der Regel wird bei gedrückter AFL-Taste auch der Pegel des Signals an ein entsprechendes Anzeigeinstrument (z. B. LED-Kette) geschickt. AFL eignet sich besonders zum Einschleifen von externen Audio-Effekten, da die Signalverhältnisse von dem unbearbeiteten Audiosignal zu dem FX-Signal beibehalten werden. AFL unterscheidet sich vom Pre-Fader-Listening (PFL) dadurch, dass das Signal nach der Überblendung kontrolliert werden kann, wohingegen beim PFL die Kanäle getrennt voneinander vorgehört werden können.